# Рейд на Констанцу
Рейд на Констанцу — операция Отряда лёгких сил Черноморского флота СССР под командованием контр-адмирала Т. А. Новикова в составе крейсера, двух лидеров и двух эсминцев, а также авиации дальнего действия, осуществлённая 25-26 июня 1941 года на румынский порт Констанца и нефтехранилища в начальный период Великой Отечественной войны. Закончилась неудачей, утерян лидер, крейсер и второй лидер повреждены.

## Ход событий
Состоялась вскоре после начала вторжения Германии в СССР. Единственное морское сражение крупных надводных кораблей в Чёрном море во время Второй мировой войны. Атака румынского порта Констанца была задумана как совместные действия кораблей и авиации Черноморского флота, однако достичь скоординированных действий не удалось.
Два советских лидера эсминцев «Москва» и «Харьков» получили приказ обстрелять порт ранним утром под прикрытием лёгкого крейсера «Ворошилов». Они нанесли некоторый ущерб, но под воздействием огня румынской береговой артиллерии и кораблей румынского ВМФ «Реджина Мария» и «Мэрэшти» отступили, попав при этом на минное поле; лидер эсминцев «Москва» был потоплен, а крейсер — поврежден, подорвавшись на мине.
Позже в тот же день и на следующую ночь несколько групп советских бомбардировщиков бомбили город, но не попали по целям. При этом девять бомбардировщиков были сбиты зенитным огнем и истребителями. Неудача рейда на Констанцу заставила Черноморский флот в дальнейшем соблюдать осторожность в действиях в пределах досягаемости румынских сил.